# Глінник (гміна Згеж)
Глінник (пол. Glinnik) — село в Польщі, у гміні Згеж Згерського повіту Лодзинського воєводства.
Населення — 377 осіб (2011).
У 1975-1998 роках село належало до Лодзинського воєводства.

## Демографія
Демографічна структура станом на 31 березня 2011 року:
|          | Загалом | Допрацездатний вік | Працездатний вік | Постпрацездатний вік |
| -------- | ------- | ------------------ | ---------------- | -------------------- |
| Чоловіки | 184     | 29                 | 138              | 17                   |
| Жінки    | 193     | 32                 | 123              | 38                   |
| Разом    | 377     | 61                 | 261              | 55                   |